# Възражение по съвест
Възражение по съвест (на английски: Hacksaw Ridge) е биографичен военен драматичен филм от 2016 г. режисиран от Мел Гибсън и написан от Андрю Найт и Робърт Шенккан, базиран на истинска история. Филмът се фокусира върху Втората световна война и преживяванията на Дезмънд Дос, американски пацифист боен лекар и християнин от църквата на адвентистите от седмия ден, който отказва да използва огнестрелни оръжия от всякакъв вид и въпреки това рискувайки собствения си живот спасява 75 души над Окинава.